# 22942 Alexacourtis
22942 Alexacourtis è un asteroide della fascia principale. Scoperto nel 1999, presenta un'orbita caratterizzata da un semiasse maggiore pari a 2,7140508 UA e da un'eccentricità di 0,1006466, inclinata di 4,16507° rispetto all'eclittica.